# 转向 (日本)
在日本，转向（日语：転向（てんこう））常指1925年—1945年日本社会主义者和共产主义者被本国强迫在意识形态上做出的转变，他们被引导放弃左翼意识形态，接受国家所支持的以天皇为中心、资本主义和帝国主义的意识形态。“转向”通常发生在受胁迫或者被拘捕的情况下，而且常常是获释的前提。不过，“转向”在日本也是一种广泛的现象，一种在面对国家危机时的文化重新定位，并不总是涉及直接的镇压。